# Marcel Pire
Pour les articles homonymes, voir Pire.
Marcel Pire, né en 1913 à Schaerbeek et mort en 1981 à Opheylissem, est un peintre belge.

## Biographie
Marcel Pire étudie à l'Académie des beaux-arts de Bruxelles chez Jean Delville et Alfred Bastien. Il voyage dans le Midi de la France, en Espagne et en Norvège. Il traverse ensuite l'Afrique occidentale et arrive au Congo belge où il s'installera au Katanga pour huit ans, de 1951 à 1959. Il peindra également les rives du lac Kivu. Il retourne au Congo en 1960 mais à la suite des évènements qui entourent le début de la crise congolaise, il quitte ce pays pour l'Afrique du Sud, au Cap. Il voyagera encore en Égypte et en Nubie. Il publiera également plusieurs études sur la lumière et ses effets.

## Style
Marcel Pire est un peintre à la palette impressionniste, portraitiste, aussi peintre de natures mortes, de fleurs, de nus et de paysages.

## Liens familiaux
Son père, Ernest Ferdinand Pire, et son fils, Ferdinand Pire, sont également peintres. Son père était également photographe et cinéaste. Sa petite-fille, Danaë Pire, pratique la technique de la peinture sous verre.

## Œuvres
Ses œuvres sont exposées dans les musées suivants :
- Musée royal de l'Afrique centrale